# Roman Puźniak
Roman Puźniak – polski fizyk, profesor nauk fizycznych.

## Życiorys
W 1980 r. ukończył studia na Wydziale Fizyki Uniwersytetu Warszawskiego i rozpoczął pracę w Instytucie Fizyki PAN. W 1987 r. obronił pracę doktorską pt. Uporządkowanie magnetyczne w szkłach metalicznych o dużej zawartości żelaza, której promotorem był prof. Henryk Szymczak. W 2004 r. habilitował się na podstawie rozprawy zatytułowanej Badania magnetyczne samoistnych i niesamoistnych parametrów nadprzewodników wysokotemperaturowych. W 2012 r. uzyskał tytuł profesora nauk fizycznych.
Jest pracownikiem naukowym w Instytucie Fizyki PAN i członkiem Komitetu Fizyki PAN.

## Odznaczenia
- Złoty Krzyż Zasługi (2013)[4]